# Ширмахер, Александр Генрихович
Александр Генрихович Ширмахер (1891, Витебск — 1953, Москва) — российский и советский военачальник, генерал-майор (4.06.1940). Один из немногих кавалеров одновременно ордена Красного Знамени РСФСР, ордена Святого Георгия, Георгиевского креста и Георгиевского оружия. Кандидат в члены ВКП(б) с 1931.

## Биография
Родился в немецкой семье паровозного машиниста. Окончив Витебское коммерческое училище, в августе 1913 поступил на военную службу в качестве вольноопределяющегося. Затем учился в Казанском военном училище, из которого выпустился офицером в 1914. Участник Первой мировой войны, командир роты 142-го запасного пехотного батальона, младший офицер 97-го запасного пехотного батальона, командир роты 13-го Белозерского пехотного полка, начальник пулемётной команды того же полка, командир роты 617-го Зборовского пехотного полка, командир 2-го батальона того же полка. В течение пяти месяцев был выборным командиром 617-го Зборовского пехотного полка.
В Красной армии добровольно с мая 1918, участник Гражданской войны. В том же году последовательно назначается командиром роты и батальона, помощником командира Саратовского стрелкового полка, с октября 1918 командир того же полка 25-й стрелковой дивизии. Затем командовал Уфимской группой войск, 223-м стрелковым полком. С июня 1919 командир 3-й бригады 20-й стрелковой дивизии. Во время Гянджинского восстания был взят в плен мятежниками, но остался верен Красной армии и, подняв других арестованных, содействовал взятию Гянджи 20-й стрелковой дивизией. С осени 1920 начальник 32-й стрелковой дивизии. С декабря 1920 по май 1921 начальник 18-й стрелковой дивизии. Одновременно с февраля по март того же года командовал группой войск Казах—Дилижанского района при подавлении контрреволюционного восстания в Дагестане.
После Гражданской войны на ответственных должностях в войсках и военно-учебных заведениях РККА. С 1921 по 1923 начальник 28-й стрелковой дивизии, помощник командира отдельной стрелковой бригады и командира 37-й стрелковой дивизии, затем командир этой дивизии. В 1923—1924 слушатель Высших академических курсов при Военной академии РККА. С июня 1924 командовал 3-й Кавказской стрелковой дивизией. С ноября 1930 командир 9-й Донской стрелковой дивизии. Имел твёрдые коммунистические убеждения, невзирая на то что до 1931 оставался беспартийным. В 1933—1935 слушатель Особого факультета Военной академии РККА имени М. В. Фрунзе. С февраля 1936 по июль 1938 года — командир 84-й стрелковой дивизии. С июля по ноябрь 1938 в распоряжении Управления по командно-начальствующему составу РККА.

21 ноября 1938 года подвергся критике со стороны А. И. Запорожца  за низкое моральное состояние 84-й стрелковой дивизии на Военном Совете при НКО.
Больше всего поражена такими явлениями, о которых я докладывал, 84-я стрелковая дивизия, где раньше командовал этой дивизией Шермахер, пользуясь покровительством бывшего комиссара дивизии, ныне арестованного как врага народа, культивировал в дивизии грубость, игнорировал политическую работу, и за истекший период в этой дивизии зарегистрированы массовые случаи выпивок, в августе было обнаружено около 200 случаев выпивок, 4 случая самоубийства, один покушался на самоубийство, 2 несчастных случая и 7 случаев имели место ранее. В этой же дивизии было 3 контрреволюционных вылазки врагов порода. Но и до сих пор в этой дивизии по-настоящему нет примерности коммунистов и комсомольцев. Из 251 взыскания в этой дивизии половина всех взысканий падает на комсомольцев и коммунистов, главным образом на комсомольцев
 Был исключен из партии «за отрыв от партийной организации и бытовое разложение».
С ноября 1938 года — старший преподаватель кафедры общей тактики Военной академии РККА имени М. В. Фрунзе. В декабре 1938 уволен в запас и с августа 1939 работал преподавателем военной кафедры Московского института землеустройства. В марте 1940 возвращён на службу в РККА и назначен старшим преподавателем кафедры общей тактики Военной академии РККА имени М. В. Фрунзе.
В начале Великой Отечественной войны вместе с академией эвакуирован в Среднюю Азию. Арестован 19 декабря 1941 года. Под следствием находился более десяти лет. Обвинялся в участии в антисоветской офицерской группе с 1923 года, в участии в военном заговоре с 1931 года (якобы был завербован Н. Д. Кашириным). Был вынужден признать вину, позднее от всех признательных показаний отказался.
Военной коллегией Верховного суда СССР 22 августа 1952 приговорён к пятнадцати годам лишения свободы. Умер в Бутырской тюрьме 2 июня 1953, реабилитирован (посмертно) в том же году.

### Воинские чины и звания
- штабс-капитан;
- комдив (1936);
- генерал-майор (4 июня 1940)[8].

### Награды
- Георгиевский крест 4-й степени.
- Георгиевское оружие (приказ армии и флоту от 8 мая 1917);
- орден Святого Георгия 4-й степени (приказ № 676 по 11-й армии от 25 сентября 1917);
- орден Красного Знамени (1920).